# 吉岡亜衣加
吉岡 亜衣加（よしおか あいか、1986年12月25日 - ）は、日本の女性シンガーソングライター。所属事務所はロックンバナナ、所属レコードレーベルはティームエンタテインメント。静岡県出身、血液型はAB型。公式ファンクラブは「よしおかあいかFC」。静岡県立袋井高等学校を経て東放学園卒業。

## 人物
ニックネームはあかひょん、あいちゃん。三姉妹の真ん中。好きな動物はピグレット。好きな食べ物はブドウ・ラーメン・生野菜。5歳からエレクトーンを習う。
特技は書道と暗算で、日本書道連盟5段及びそろばんは暗算1級・珠算2級を所持している。好きなスポーツは水泳・卓球。趣味は工場見学。苦手はオバケ、カラス、カミナリ・中途半端に高い所。尊敬する歌手に、柴田淳、鬼束ちひろ、一青窈を挙げている。
中学2年生の頃、友達に誘われて町民ミュージカルに参加したことでエンターテインメントに目覚め、高校時代に演劇部で部長を務める。卒業後にシンガーソングライターを目指し東放学園に進学、谷口守（現ロックンバナナ/イエローテイルの養成所の講師）に師事する。卒業後も同氏のヴォイストレーニングを受けている。東放学園在学中に音楽プロデューサーのMas Sawadaに見いだされロックンバナナに所属する。
2010年4月にリリースした「十六夜涙」（いざよいなみだ）はmusic.jpの着うたゲーム・アニメ部門のデイリーチャートで1位となり、またオリコンウィークリーチャートで初登場15位を記録した。また『薄桜鬼』、『二世の契り』等オトメイトの作品に携わることが多い。
2011年3月18日、掛川市初代お茶大使に任命された。掛川市や東京都内にて、お茶大使に関連するイベントが開催されているほか、日本茶インストラクターの資格を持つ自身がブレンドした緑茶『ゆめ花車』が掛川市の一部の店舗などで販売されている。掛川茶ブランド『天葉』のイメージソングを担当している。
2015年、一般男性と結婚。
2017年、日本茶インストラクター取得。

## 経歴
2009年
- 7月24日〜12月25日 - 東京都「DRESS AKIBA HALL」にて『吉岡亜衣加マンスリーライブ はじまりの場所』を全6公演開催。
- 9月2日 - デビューアルバム『はらり』を発売。

2010年
- 3月24日 - 1stシングル『散らない花』を発売。
- 4月21日 - 2ndシングル『十六夜涙』を発売。テレビアニメ『薄桜鬼』のオープニングテーマに使用され話題を呼ぶ。
- 4月28日〜9月9日 - 東京都「渋谷Takeoff7」にて『吉岡亜衣加マンスリーライブ2』を全6公演開催。
- 8月4日 - 2ndアルバム『夢花車』を発売。
- 9月1日 - 3rdシングル『時の栞』を発売。
- 10月6日 - 4thシングル『舞風』を発売。
- 10月25日〜10月26日 - 東京都「渋谷Takeoff7」にて『吉岡亜衣加「舞風」発売記念2daysライブ』を開催。
- 11月3日 - 5thシングル『風遙か』を発売。
- 12月25日 - 東京都「渋谷Takeoff7」にて自身初のファンクラブイベント『吉岡亜衣加 FCイベント』及び『吉岡亜衣加 バースデイ&クリスマスLIVE』を開催。

2011年
- 1月29日〜5月29日 - ライブツアー『吉岡亜衣加　FIRST LIVE TOUR 2011「心(ここ)で逢いましょう」』を東京都 赤坂を皮切りに全17公演開催。
- 2月23日 - 6thシングル『響ノ空』を発売。
- 3月18日 - 地元である静岡県 掛川市の初代お茶大使に任命される。
- 7月8日 - 自身がパーソナリティを努めるインターネットラジオ『吉岡亜衣加のお茶の間レディオ』をスタート。
- 7月13日 - 3rdアルバム『時の彩り』を発売。ボーナストラックとして、掛川茶ブランド『天葉』のイメージソングを収録。
- 8月10日 - 7thシングル『夢ノ浮舟』と8thシングル『光彼方』を同時に発売。
- 9月24日 - 東京都「代官山LOOP」にて『お茶大使とお茶しましょう』を開催。自身がブレンドした緑茶『ゆめ花車』を訪れた観客に振る舞う。
- 12月4日・12月25日 - 大阪府「hillsパン工場」及び東京都「代官山LOOP」にてファンクラブイベント『よしおかあいかFCイベント』及び『吉岡亜衣加Birthday&ChristmasLIVE 2011』を開催。
- 12月28日 - 9thシングル『一輪の花』を発売。

2012年
- 2月11日 - 東京都「東京オペラシティ」にて、『吉岡亜衣加のお茶の間レディオ 公開録音』を開催。第34回及び第35回配信分を公開収録。
- 2月18日〜 - 静岡県を皮切りにインストアライブを開催。2012年4月までに3会場4公演を実施。内1会場2公演は雨天中止。
- 3月15日〜8月23日 - 東京都「渋谷Takeoff7」にて『吉岡亜衣加マンスリーライブ3〜はじまりの場所〜』を全5公演開催。
- 3月21日 - 10thシングル『太陽が生まれる場所』を発売。発売を記念したインストアイベントが静岡県を皮切りに開催、2会場3公演実施。
- 4月13日・4月22日 歌手のmaoと共に、神奈川県内の2会場にてインストアライブ開催、全3公演。
- 4月28日 - 移転リニューアルする『アニメイト浜松店』の一日店長に就任。
- 6月10日 - 東京都「日本青年館」にて、自身初のホールライブ『吉岡亜衣加コンサート in 日本青年館2012　〜薄桜鬼 歌響の宴〜』を開催。
- 7月1日 - FM-FUJIにて、自身がパーソナリティの番組『吉岡亜衣加のちょこっと旅日誌』が放送開始。
- 7月3日 - FMぐんまにて、自身がパーソナリティの番組『吉岡亜衣加のちょこっと旅歩き』が放送開始。
- 7月6日 - K-MIXにて、自身がパーソナリティの番組『吉岡亜衣加のちょこっと旅心地』が放送開始。
- 7月25日 - 4thアルバム『てのひらあわせ』を発売。また発売を記念したイベントが静岡県・兵庫県・神奈川県にて開催。
- 9月12日 - 11thシングル『遠音』を発売。
- 9月25日〜10月31日 - 渋谷・名古屋・梅田・広島各CLUB QUATTROの4会場にて『吉岡亜衣加 QUATTRO TOUR2012〜てのひらあわせ〜』を開催。

2013年
- 1月30日 - 企画アルバム『パレット 〜吉岡亜衣加 アニソンカバー〜』を発売。
- 4月17日 - 12thシングル『夢待ちの季節』を発売。
- 8月21日 - 13thシングル『紅ノ絲』と5thアルバム『ひだまりの中で』を同時に発売。楽曲『紅ノ絲』は『劇場版 薄桜鬼 第一章 京都乱舞』の主題歌に起用された。
- 12月25日 - 14thシングル『桜の轍』を発売。

2014年
- 2月26日 - 15thシングル『蒼穹ノ旗』を発売。楽曲『蒼穹ノ旗』は『劇場版 薄桜鬼 第二章 士魂蒼穹』の主題歌に起用された。
- 3月5日 - 初のベストアルバム『AIKA'S BEST 〜桜色〜』と『AIKA'S BEST 〜空色〜』を2枚同時リリース。
- 9月3日 - 16thシングル『蒼き隼が如く』を発売。
- 10月29日 - 初の完全オリジナルマキシシングル『ひまわり〜私は生きていく〜』を発売。

2023年
- 11月29日 - 2024年以降は充電期間とし、すでに決まっているライブ、イベント以外の出演をしないことを決定[5]

## ディスコグラフィ

### シングル
|      | 発売日         | タイトル                       | 規格品番                                    | 最高位 |
| ---- | -------------- | ------------------------------ | ------------------------------------------- | ------ |
| 1st  | 2010年3月24日  | 散らない花                     | KDSD-00355                                  | 48位   |
| 2nd  | 2010年4月21日  | 十六夜涙                       | GNCA-7927                                   | 15位   |
| 3rd  | 2010年9月1日   | 時の栞                         | KDSD-00393                                  | 55位   |
| 4th  | 2010年10月6日  | 舞風                           | GNCA-7929                                   | 20位   |
| 5th  | 2010年11月3日  | 風遙か                         | KDSD-00397                                  | 42位   |
| 6th  | 2011年2月23日  | 響ノ空                         | KDSD-00431                                  | 67位   |
| 7th  | 2011年8月10日  | 夢ノ浮舟                       | GNCA-7931                                   | 45位   |
| 8th  | 2011年8月10日  | 光彼方                         | KDSD-00479                                  | 62位   |
| 9th  | 2011年12月28日 | 一輪の花                       | KDSD-00522/3（初回盤） KDSD-00524（通常盤） | 52位   |
| 10th | 2012年3月21日  | 太陽が生まれる場所             | GNCA-7935（初回盤） GNCA-7936（通常盤）     | 53位   |
| 11th | 2012年9月12日  | 遠音                           | KDSD-00578                                  | 88位   |
| 12th | 2013年4月17日  | 夢待ちの季節                   | KDSD-00620                                  | 96位   |
| 13th | 2013年8月21日  | 紅ノ絲                         | GNCA-0308                                   | 69位   |
| 14th | 2013年12月25日 | 桜の轍                         | KDSD-00683                                  | 90位   |
| 15th | 2014年2月26日  | 蒼穹ノ旗                       | GNCA-0329                                   | 62位   |
| 16th | 2014年9月3日   | 蒼き隼が如く                   | KDSD-00725                                  | 152位  |
| 17th | 2014年10月29日 | ひまわり〜わたしは生きていく〜 | OKCA-7                                      | 152位  |
| 18th | 2015年10月7日  | 瑠璃ノ空へ                     | KDSD-00816                                  | 97位   |
| 19th | 2016年6月22日  | 嵐の中で咲く華                 | KDSD-00927                                  | 121位  |
| 20th | 2019年3月8日   | ずっと                         | OKCA-009                                    |        |
| 21st | 2022年12月25日 | みんなしあわせになあれ         | OKCA-010                                    |        |
| 22nd | 2023年12月6日  | 帰心～万世に願ふ～             | OKCA-011                                    |        |

### 配信限定シングル
| 発売日        | タイトル                                | 規格品番   |
| ------------- | --------------------------------------- | ---------- |
| 2022年3月18日 | 誓ノ花片                                | KDDL-00208 |
| 2022年10月6日 | 花霞/雲の果たてに                       | KDDL-0215  |
| 2022年10月6日 | 花霞(Game ver.)/雲の果たてに(Game ver.) |            |

### オリジナル・アルバム
|        | 発売日        | タイトル       | 規格品番   | 規格品番     | 最高位 |
| 通常盤 | 発売日        | タイトル       | 初回限定盤 |              | 最高位 |
| ------ | ------------- | -------------- | ---------- | ------------ | ------ |
| 1st    | 2009年9月2日  | はらり         | KDSD-00304 |              | 47位   |
| 2nd    | 2010年8月4日  | 夢花車         | KDSD-00383 | KDSD-00381/2 | 19位   |
| 3rd    | 2011年7月13日 | 時の彩り       | KDSD-00478 | KDSD-00476/7 | 17位   |
| 4th    | 2012年7月25日 | てのひらあわせ | KDSD-00573 | KDSD-00571/2 | 33位   |
| 5th    | 2013年8月21日 | ひだまりの中で | KDSD-00652 | KDSD-00650/1 | 40位   |
| 6th    | 2015年9月2日  | ことの葉の空へ | KDSD-00812 | KDSD-00810/1 | 51位   |
| 7th    | 2017年2月15日 | 虹をつないで   | KDSD-00972 | KDSD-00970/1 | 82位   |

### ベスト・アルバム
| 枚  | 発売日         | タイトル                                             | 規格品番                                    | 最高位 |
| --- | -------------- | ---------------------------------------------------- | ------------------------------------------- | ------ |
| 1st | 2014年3月5日   | AIKA'S BEST 〜桜色〜                                 | KDSD-00690                                  | 79位   |
| 2nd | 2014年3月5日   | AIKA'S BEST 〜空色〜                                 | KDSD-00691                                  | 81位   |
| ※   | 2014年3月5日   | AIKA'S BEST Premium BOX                              | KDSD-20015                                  | 圏外   |
| 3rd | 2019年11月13日 | AIKA YOSHIOKA 10th Anniversary BEST 〜うたのしずく〜 | KDSD-01034/5（初回盤） KDSD-01036（通常盤） | 158位  |

### 企画アルバム
| 枚  | 発売日        | タイトル                               | 規格品番   | 最高位 |
| --- | ------------- | -------------------------------------- | ---------- | ------ |
| 1st | 2013年1月30日 | パレット 〜吉岡亜衣加 アニソンカバー〜 | KDSD-00610 | 107位  |
| 2nd | 2015年2月11日 | 泣けるアニソン〜with you〜             | CRCP-40394 | 127位  |

### 映像作品
| 枚  | 発売日        | タイトル                                                    | 規格品番  |
| --- | ------------- | ----------------------------------------------------------- | --------- |
| 1st | 2012年9月26日 | 吉岡亜衣加コンサート in 日本青年館 2012 〜薄桜鬼 歌響の宴〜 | GNBA-7871 |

### その他
- TVCM「ガーデングッズ華子」・歌唱

### タイアップ
| 起用年 | 曲名                     | タイアップ | 収録作品                                                 |
| ------ | ------------------------ | --- | -------------------------------------------------------- |
| 2009年 | はらり                   | PS2ゲーム『薄桜鬼 〜新選組奇譚〜』オープニングテーマ | 『はらり』                                               |
| 2009年 | 闇の彼方まで             | PSPゲーム『薄桜鬼 ポータブル』オープニングテーマ | 『はらり』                                               |
| 2009年 | 想い出はそばに           | PSPゲーム『薄桜鬼 ポータブル』エンディングテーマ | 『はらり』                                               |
| 2009年 | Wish〜出逢いを越えて〜   | ニンテンドーDSゲーム『ふしぎ遊戯 DS』オープニングテーマ | 『はらり』                                               |
| 2009年 | 優しく廻る               | PS2ゲーム『L2 Love×Loop』挿入歌 | 『はらり』                                               |
| 2009年 | 花びらの刻               | PS2ゲーム『薄桜鬼 随想録』オープニングテーマ | 『はらり』                                               |
| 2009年 | 空の鏡                   | PS2ゲーム『薄桜鬼 随想録』エンディングテーマ | 『はらり』                                               |
| 2009年 | ココニイル〜虚空の果て〜 | PS2ゲーム『薄桜鬼 〜新選組奇譚〜』エンディングテーマ | 『はらり』                                               |
| 2010年 | 散らない花               | ニンテンドーDSゲーム『薄桜鬼 DS』オープニングテーマ | 『散らない花』 『夢花車』                                |
| 2010年 | ひとしずく               | ニンテンドーDSゲーム『薄桜鬼 DS』エンディングテーマ | 『散らない花』 『夢花車』                                |
| 2010年 | 十六夜涙                 | テレビアニメ『薄桜鬼』オープニングテーマ | 『十六夜涙』 『夢花車』                                  |
| 2010年 | 紅い蜃気楼               | PS3ゲーム『薄桜鬼 巡想録』オープニングテーマ | 『夢花車』                                               |
| 2010年 | 約束の空                 | PS3ゲーム『薄桜鬼 巡想録』エンディングテーマ | 『夢花車』                                               |
| 2010年 | 青空ボタン               | PSPゲーム『薄桜鬼 遊戯録』オープニングテーマ | 『夢花車』                                               |
| 2010年 | ねぇ、もしも2人が…       | PSPゲーム『薄桜鬼 遊戯録』エンディングテーマ | 『夢花車』                                               |
| 2010年 | 掌中の鳥                 | PSPゲーム『二世の契り』挿入歌 | 『夢花車』                                               |
| 2010年 | 夕凪に願いを             | PS3ゲーム『薄桜鬼 巡想録』随想録エンディングテーマ | 『夢花車』                                               |
| 2010年 | 舞風                     | テレビアニメ『薄桜鬼 碧血録』オープニングテーマ | 『舞風』 『時の彩り』                                    |
| 2010年 | 時の栞                   | PSPゲーム『薄桜鬼 随想録ポータブル』オープニングテーマ | 『時の栞』 『時の彩り』                                  |
| 2010年 | 光の蝶                   | PSPゲーム『薄桜鬼 随想録ポータブル』エンディングテーマ | 『時の栞』 『時の彩り』                                  |
| 2010年 | 風遙か                   | PS2ゲーム『薄桜鬼 黎明録』オープニングテーマ | 『風遙か』 『時の彩り』                                  |
| 2010年 | 消えない虹               | PS2ゲーム『薄桜鬼 黎明録』エピローグテーマ | 『風遙か』 『時の彩り』                                  |
| 2011年 | 響ノ空                   | ニンテンドーDSゲーム『薄桜鬼 随想録 DS』オープニングテーマ | 『響ノ空』 『時の彩り』                                  |
| 2011年 | はじまりの詩             | ニンテンドーDSゲーム『薄桜鬼 随想録 DS』エンディングテーマ | 『響ノ空』 『時の彩り』                                  |
| 2011年 | 天ノ華                   | アニメ『薄桜鬼』ドラマCDテーマソング | 『時の彩り』                                             |
| 2011年 | 風色ステップ             | ニンテンドーDSゲーム『薄桜鬼 遊戯録DS』オープニングテーマ | 『時の彩り』                                             |
| 2011年 | ポケットキャンディー     | ニンテンドーDSゲーム『薄桜鬼 遊戯録DS』エンディングテーマ | 『時の彩り』                                             |
| 2011年 | 天葉                     | 静岡県掛川市掛川茶ブランド『天葉』イメージソング | 『時の彩り』                                             |
| 2011年 | 夢ノ浮舟                 | OVA『薄桜鬼 雪華録』オープニングテーマ | 『夢ノ浮舟』 『てのひらあわせ』                          |
| 2011年 | 光彼方                   | PSPゲーム『薄桜鬼 黎明録ポータブル』オープニングテーマ | 『光彼方』 『てのひらあわせ』                            |
| 2011年 | 悠久の夜明け             | PSPゲーム『薄桜鬼 黎明録ポータブル』エンディングテーマ | 『光彼方』 『てのひらあわせ』                            |
| 2011年 | 七色挿話                 | PSPゲーム『二世の契り 想い出の先へ』エンディングテーマ | 『てのひらあわせ』                                       |
| 2011年 | ひとひら花便り           | ドラマCD『薄桜鬼 ドラマCD〜寒桜絵巻〜』テーマソング | 『てのひらあわせ』                                       |
| 2011年 | 星標                     | ニンテンドー3DSゲーム『薄桜鬼 3D』オープニングテーマ FM-FUJI『吉岡亜衣加のちょこっと旅日誌』エンディングテーマ FMぐんま『吉岡亜衣加のちょこっと旅歩き』エンディングテーマ K-MIX『吉岡亜衣加のちょこっと旅心地』エンディングテーマ | 『一輪の花』 『てのひらあわせ』                          |
| 2011年 | 三日月に花               | ニンテンドー3DSゲーム『薄桜鬼 3D』エンディングテーマ | 『一輪の花』 『てのひらあわせ』                          |
| 2012年 | 太陽が生まれる場所       | PSPゲーム『薄桜鬼〜幕末無双録〜』エンディングテーマ | 『太陽が生まれる場所』 『てのひらあわせ』                |
| 2012年 | 決戦ノ刻                 | PSPゲーム『薄桜鬼〜幕末無双録〜』挿入歌 | 『太陽が生まれる場所』                                   |
| 2012年 | 祈り結び                 | PSPゲーム『薄桜鬼〜幕末無双録〜』挿入歌 | 『太陽が生まれる場所』 『てのひらあわせ』                |
| 2012年 | 夢さやか                 | ニンテンドーDSゲーム『薄桜鬼 黎明録 DS』オープニングテーマ | 『てのひらあわせ』                                       |
| 2012年 | 遥かな稲妻               | PS3ゲーム『薄桜鬼 黎明録 名残り草』オープニングテーマ | 『てのひらあわせ』                                       |
| 2012年 | 遠音                     | PSPゲーム『源狼 〜GENROH〜』オープニングテーマ | 『遠音』 『ひだまりの中で』                              |
| 2012年 | 天上ノ花                 | PSPゲーム『源狼 〜GENROH〜』エンディングテーマ | 『遠音』                                                 |
| 2012年 | 夢・彩・とりどり         | PSPゲーム『薄桜鬼 遊戯録弐 祭囃子と隊士達』オープニングテーマ | 『ひだまりの中で』                                       |
| 2012年 | 今日に約束               | PSPゲーム『薄桜鬼 遊戯録弐 祭囃子と隊士達』エンディングテーマ | 『ひだまりの中で』                                       |
| 2012年 | 刻の透かし絵             | ドラマCD『薄桜鬼 〜会津隠密帳〜』テーマソング | 『ひだまりの中で』                                       |
| 2012年 | 飛沫の花                 | ドラマCD『薄桜鬼 〜新選組鬼譚〜』テーマソング | 『ひだまりの中で』                                       |
| 2013年 | 夢待ちの季節             | iOS & Android用アプリ『薄桜鬼 懐古録』オープニングテーマ | 『夢待ちの季節』 『ひだまりの中で』                      |
| 2013年 | 虹織る調べ               | iOS & Android用アプリ『薄桜鬼 懐古録』エンディングテーマ | 『夢待ちの季節』                                         |
| 2013年 | 最涯（さいは）ての地図   | ドラマCD『薄桜鬼 〜近藤さんの悩みの種〜』テーマソング | 『ひだまりの中で』                                       |
| 2013年 | 暁闇                     | PSPゲーム『裏語 薄桜鬼』オープニングテーマ | 『ひだまりの中で』                                       |
| 2013年 | 久遠ノ光                 | PSPゲーム『裏語 薄桜鬼』エンディングテーマ | 『ひだまりの中で』                                       |
| 2013年 | 紅ノ絲                   | 劇場アニメ『劇場版 薄桜鬼 第一章 京都乱舞』主題歌 | 『紅ノ絲』 『ことの葉の空へ』                            |
| 2013年 | 桜の轍                   | PS Vitaゲーム『薄桜鬼 鏡花録』オープニングテーマ | 『桜の轍』 『ことの葉の空へ』                            |
| 2013年 | 永い余白を越えて         | PS Vitaゲーム『薄桜鬼 鏡花録』エンディングテーマ | 『桜の轍』                                               |
| 2013年 | 白き誓い                 | iOS & Android用アプリ『薄桜鬼』オープニングテーマ | 『桜の轍』 『ことの葉の空へ』                            |
| 2013年 | 優しさの隣で             | iOS & Android用アプリ『薄桜鬼』エンディングテーマ | 『ことの葉の空へ』                                       |
| 2014年 | 蒼穹ノ旗                 | 劇場アニメ『劇場版 薄桜鬼 第二章 士魂蒼穹』主題歌 | 『蒼穹ノ旗』 『ことの葉の空へ』                          |
| 2014年 | 蒼き隼が如く             | PSPゲーム「裏語 薄桜鬼〜暁の調べ〜」オープニングテーマ | 『蒼き隼が如く』 『ことの葉の空へ』                      |
| 2014年 | こひぶみ紙風船           | PSPゲーム「裏語 薄桜鬼〜暁の調べ〜」恋慕綴りエンディングテーマ | 『蒼き隼が如く』                                         |
| 2014年 | 揺るぎなきもの           | PSPゲーム「裏語 薄桜鬼〜暁の調べ〜」黎明の轍エンディングテーマ | 『蒼き隼が如く』                                         |
| 2014年 | 予感                     | PSPゲーム「薄桜鬼SSL ～sweet school life～」オープニングテーマ | 『ことの葉の空へ』                                       |
| 2014年 | 水彩グラデーション       | PSPゲーム「薄桜鬼SSL ～sweet school life～」エンディングテーマ | 『ことの葉の空へ』                                       |
| 2015年 | 星篝り                   | PS Vitaゲーム『薄桜鬼 黎明録 思馳せ空』オープニングテーマ | 『ことの葉の空へ』                                       |
| 2015年 | 風光る結晶               | PS Vitaゲーム『薄桜鬼 随想録 面影げ花』オープニングテーマ | 『ことの葉の空へ』                                       |
| 2015年 | 星と真珠と夢と           | PS Vitaゲーム『薄桜鬼 随想録 面影げ花』エンディングテーマ | 『ことの葉の空へ』                                       |
| 2015年 | 瑠璃ノ空へ               | PS Vitaゲーム『薄桜鬼 真改 風ノ章』オープニングテーマ | 『瑠璃ノ空へ』 『虹をつないで』                          |
| 2015年 | 常盤火                   | PS Vitaゲーム『薄桜鬼 真改 風ノ章』エンディングテーマ | 『瑠璃ノ空へ』 『虹をつないで』                          |
| 2016年 | 嵐の中で咲く華           | PS Vitaゲーム『薄桜鬼 真改 華ノ章』オープニングテーマ | 『嵐の中で咲く華』 『虹をつないで』                      |
| 2016年 | 命ノ相聞歌               | PS Vitaゲーム『薄桜鬼 真改 華ノ章』エンディングテーマ | 『嵐の中で咲く華』 『虹をつないで』                      |
| 2016年 | 静かなる奔流             | ブラウザゲーム『薄桜鬼 士道演戯』エンディングテーマ | 『虹をつないで』                                         |
| 2016年 | アコガレ玉手箱           | PS Vitaゲーム『薄桜鬼 遊戯録 隊士達の大宴会』オープニングテーマ | 『虹をつないで』                                         |
| 2016年 | 逆転のウヱーブ           | PS Vitaゲーム『薄桜鬼 遊戯録 隊士達の大宴会』挿入歌 | 『虹をつないで』                                         |
| 2016年 | くす玉ハート             | PS Vitaゲーム『薄桜鬼 遊戯録 隊士達の大宴会』エンディングテーマ | 『虹をつないで』                                         |
| 2017年 | 薫り語り                 | ドラマCD『和奇伝愛』主題歌 | 『虹をつないで』                                         |
| 2017年 | 薄氷祈り                 | ドラマCD『和奇伝愛 巫ノ物語』主題歌 | 『虹をつないで』                                         |
| 2017年 | 一心 ～地の涯まで～      | PS4ゲーム『薄桜鬼 真改 風華伝』オープニングテーマ | 配信シングル                                             |
| 2017年 | 永恋詩                   | ドラマCD『和奇伝愛～永恋詩～』主題歌 | 『AIKA YOSHIOKA 10th Anniversary BEST 〜うたのしずく〜』 |
| 2018年 | 古薫る地                 | iOS & Android用アプリ『和奇伝愛』主題歌 |                                                          |
| 2019年 | 想ノ舟                   | Nintendo Switchゲーム『薄桜鬼 真改 月影ノ抄』オープニングテーマ | 配信シングル                                             |
| 2019年 | 微笑みのほとり           | Nintendo Switchゲーム『薄桜鬼 真改 月影ノ抄』エンディングテーマ | 配信シングル                                             |
| 2020年 | 願ノ河                   | Nintendo Switchゲーム『薄桜鬼 真改 銀星ノ抄』オープニングテーマ | 配信シングル                                             |
| 2020年 | 星の咲く道で             | Nintendo Switchゲーム『薄桜鬼 真改 銀星ノ抄』エンディングテーマ | 配信シングル                                             |
| 2021年 | 絆火燃ゆ                 | Nintendo Switchゲーム『薄桜鬼 真改 黎明録』オープニングテーマ | 配信シングル                                             |
| 2021年 | 夢燈りの空               | Nintendo Switchゲーム『薄桜鬼 真改 黎明録』エンディングテーマ | 配信シングル                                             |
| 2021年 | 刹那の鼓動               | OVA『薄桜鬼』オープニングテーマ |                                                          |
| 2022年 | 誓ノ花片                 | WOWOWオリジナルドラマ『薄桜鬼』主題歌 |                                                          |
| 2022年 | 花霞                     | Nintendo Switchゲーム『薄桜鬼 真改 天雲ノ抄』オープニングテーマ |                                                          |
| 2022年 | 雲の果たてに             | Nintendo Switchゲーム『薄桜鬼 真改 天雲ノ抄』エンディングテーマ |                                                          |

## ライブ・イベント

### 学園祭ゲスト出演
| 年     | 開催日   | 地域   | 場所           | タイトル          |
| ------ | -------- | ------ | -------------- | ----------------- |
| 2010年 | 10月24日 | 東京都 | 白百合女子大学 | 白百合祭          |
| 2011年 | 10月8日  | 東京都 | 専修大学       | 鳳祭              |
| 2011年 | 11月5日  | 山梨県 | 山梨英和大学   | 紅楓祭            |
| 2011年 | 11月13日 | 東京都 | 昭和女子大学   | 秋桜祭            |
| 2011年 | 11月20日 | 大阪府 | 大阪女学院大学 | OJCキャンパス祭り |
| 2012年 | 10月6日  | 東京都 | 専修大学       | 鳳祭              |

### 参加イベント
- オトメイトパーティー♪2009 (東京厚生年金会館 2009年7月26日)
- コスプレフェスタ (東京ドームシティ プリズムホール 2009年9月5日)
- CosplayKingdom（晴海客船ターミナル、2010年5月22日）
- 薄桜鬼単独イベント「桜の宴」 (九段会館大ホール 2010年4月25日)
- TEAM Entertainment Live Act 2010（Zepp Tokyo、2010年5月23日）
- 掛川納涼まつり 吉岡亜衣加ミニライブ（掛川駅北中心市街地、2010年7月31日・2011年7月30日）
- 大阪アニソンフェスティバル2010（服部緑地野外音楽堂、2010年8月15日）
- オトメイトパーティー♪2010（渋谷C.C.Lemonホール、2010年9月5日）
- アニソン頂上争奪戦「学園祭」Vol.5 〜アニソンは日本文化の宝〜（PINK BIG PIG、2010年11月28日）
- go-getter vol.2（渋谷STAR LOUNGE、2010年11月29日）
- アニうた KITAKYUSHU2011（北九州メディアドーム、2011年2月12日）
- 掛川・緑CHA フレグランス（掛川つま恋ミュージックガーデン、2011年3月18日）
- けっトラ市チャリティーコンサート（2011年3月19日）
- オリコン公式アニメフルpresents『ぷち☆ぱに』〜マジか!?で聴きたい歌がある〜（Mt.RAINIERHALL SHIBUYA PLEASURE PLEASURE、2011年5月1日）
- TEAM Entertainment Live Act 2011（Zepp Tokyo、2011年5月8日）
- ライブ オン スペクタル（渋谷Takeoff7、2011年6月12日）
- オトメイトパーティ♪2011（TOKYO DOME CITY HALL、2011年7月3日）
- 緑茶研究シンポジウム（掛川市生涯学習センター大ホール、2011年7月30日）
- 二世の契り"想い出の先へ"発売＆もっともっとＩ（アイ）をチョウダイよ!!!150回突破☆記念立食パーティー（渋谷CLUBハーレム、2011年7月31日）
- FMぐんま 元気発信PROGRAMエフエムーチョ。高崎まつり (高崎駅 西口駅前 2011年8月7日)
- 掛川商工まつり (掛川市 連雀通り兵藤楽器前 2011年11月3日)
- 平成23年度「お茶のまち掛川」づくりシンポジウム （掛川市生涯学習センター大ホール、2011年11月6日）
- 平成23年度 掛川農業祭 (掛川市生涯学習センターふれあい広場 2011年11月23日)
- 平成24年掛川市成人式 (掛川市大須賀中央公民館 2012年1月8日)
- 掛川文化シンポジウム (掛川市大須賀中央公民館 2012年2月5日)
- アニメ『薄桜鬼』単独イベント (パシフィコ横浜 国立大ホール 2012年2月26日)
- BunGeee☆ストフェス2012アフターパーティー (千日前味園ユニバース 2012年3月20日)
- 薄桜鬼 桜の宴 2012 (中野サンプラザ 2012年4月8日)
- 第2回メイプルフェスティバル (山梨英和大学 2012年6月16日)
- オトメイトパーティ♪2012（東京国際フォーラム ホールA、2012年8月5日）
- ジャパンアニソンカップ2012（東京国際フォーラム ホールC、2012年8月13日）
- 練馬アニメカーニバル2017（平成つつじ公園、2017年10月15日）

## 出演

### ラジオ
- C/G-26「アーティスト・セルフ・ポートレート」（USEN：2009年9月21日 - 9月27日、2010年8月2日 - 8月8日、2011年7月11日 - 7月17日、今週のDJ）
- MUSIC WIRE 吉岡亜衣加のはじまりの場所（FM FUJI：2010年5月7日 - 5月28日、パーソナリティ）
- 吉岡亜衣加のお茶の間レディオ（ロックンバナナ公式サイト、2011年7月8日 - 、パーソナリティ）
- 超!A&Gミュージック+プレミアム （超!A&G+：2012年1月21日、 パーソナリティ）
- 吉岡亜衣加のちょこっと旅日誌（FM FUJI：2012年7月1日 - 、パーソナリティ）
- 吉岡亜衣加のちょこっと旅歩き（FMぐんま：2012年7月3日 - 12月25日、パーソナリティ）
- 吉岡亜衣加のちょこっと旅心地 （K-MIX：2012年7月6日 - 、パーソナリティ）

### テレビ
- 超!アニメ天国（KBS京都：2010年6月11日・6月18日ゲスト）
- アニぱら音楽館（キッズステーション：2010年8月30日（#302）ゲスト）
- アニメTV（TOKYO MX：2010年10月2日・2011年7月7日・2012年3月1日・2014年3月19日ゲスト）

### コラム連載
- 吉岡亜衣加『心で逢いましょうで出逢った心』（こえぽた、2011年4月8日 - ）
- 『掛川お茶大使吉岡亜衣加のお茶の間通信』（JA掛川市広報誌「あぐり」、2012年2月6日 - ）